# Mary Bailey
Lady Mary Bailey, född 1890, död 1960, var en anglo-irländsk flygare, Hon var dotter till Derry Westenra femte baronen på Rossmore Castle och gift med sir Abe Bailey. 
Bailey växte upp i en familj där det jagades, fiskades och tävlade i skytte, hon fick nästan ingen formell utbildning, utan utbildades av informatörer. Som 20-åring gifte hon sig med den betydligt äldre Abe Bailey. Flytten från England till Sydafrika betydde att hon fick upphöra med sitt intresse för hästar och hundar, eftersom hennes mans intressen och hennes intressen var helt olika och hennes fem barn uppfostrades av guvernanter blev hon sysslolös. För att få något att syssla med började hon 1927 ta flyglektioner i smyg. På kort tid blev hon en av dåtidens mest berömda piloter. Hon genomförde att antal kvinnliga pionjärflygningar, hon blev först att korsa Irländska sjön luftvägen, hon blev den första kvinna som deltog i flygtävlingen King's Cup. Samma år som hon tar flygcertifikat vinner hon Harmontrofén.  
9 mars 1928 startar hon från Stag Lane Croydon med en Standard De Havilland Moth där den främre öppna sittbrunnen är ersatt med en bränsletank. Med extratanken får hon en maximal flygtid 101 och en halv timme. 30 april når hon slutmålet Kapstaden. Hon startar återresan i september samma år nu flyger hon via Belgiska Kongo, längs södra kanten av Sahara ut till den afrikanska västkusten, via Spanien, Frankrike och slutligen når hon Stag Lane 16 januari 1929. Hon tilldelades senare Britanniatrofén för sina flygningar.